# حمام شيخ شكر
حمّام الشيخ شكر  من حمامات بغداد العامة القديمة بجانب الرصافة من بغداد ويقع في شارع المأمون.